# 1753 Mieke
1753 Mieke este un asteroid din centura principală, descoperit pe 10 mai 1934, de Hendrik van Gent.